# Саксаул
Саксаул (на латински: Haloxylon) са род растения от семейство щирови и представляват храсти или малки дървета с височина 1,5 – 12 m с вилообразни клонки и раздвоено разклоняване и чупливи млади издънки. Короната му е гъста или ажурна, през лятото зелена, а през есента – мръсносива или кафеникава. Листата са противоположни разположени, във вид на малки безцветни прилепени към стъблото чашки или туберкули. Цветовете му са двуполови, като се развиват по един на къси вейки в пазвите на чашкообразните прицветници. Околоцветникът е съставен от 5 мембранни листенца, образуващи около плода широки, застъпващи се едно с друго крилца. Саксаулът много добре се развива от издънки и се размножава чрез семена. Продължителността на живота му е 30 – 60 години.

## Видове
Има 9 вида саксаул, като най-разпространените са: черен саксаул, солончаков (или безлистен, Haloxylon aphyllum) саксаул, зайсански (Haloxylon ammodendron) саксаул с листа във вид на туберкули и растящ върху засолени пясъци и суглинки и бял (или пясъчен, Haloxylon persicum) саксаул с игловидни листа и виреещ по пясъчните дюни и пясъчните възвишения.

## Разпространение, стопанско значение
Растението е разпространено в Средна Азия, Иран, Афганистан, Северозападен Китай, Монголия, като понякога образува малки горички, т.нар. саксаулники. Дървесината му е твърда, тежка, цепи се лесно и се използва за топливо (калоричността на дървесината му малко отстъпва на тази на въглищата). От раздробената дървесина се добива калиев карбонат. През зимата зелените му вейки служат за храна на камили и овце. Най-производителни са горите от черен саксаул. Растението се засажда изкуствено за закрепване на подвижни пясъци и за озеленяване на градовете, разположени по границата на пустините.